# Karyn
Karyn (ou Karyne) est un prénom féminin d'origine anglaise du prénom dérivé Karen. Il peut être fêté le 7 novembre comme les Carine.

## Variantes
Il a pour variantes Karyne, Karynn, Caryn, Caryne, Caryna et plus rarement Karyna.

## Personnalités portant ce prénom

### Karyn
- Pour l'ensemble des articles sur les personnes portant ce prénom, consulter :
  - la liste des articles dont le titre commence par ce prénom
  - les listes produites par Wikidata : Liste des personnes de prénom « Karyn » — même liste en incluant les éventuels prénoms composés qui contiennent « Karyn ».

### Karyne
- Karyne Lemieux, actrice canadienne.